# العلاقات الإماراتية البالاوية
العلاقات الإماراتية البالاوية هي العلاقات الثنائية التي تجمع بين الإمارات العربية المتحدة وبالاو.

## مقارنة بين البلدين
هذه مقارنة عامة ومرجعية للدولتين:
| وجه المقارنة                                              | الإمارات العربية المتحدة | بالاو                         |
| --------------------------------------------------------- | ------------------------ | ----------------------------- |
| المساحة (كم2)                                             | 83.60 ألف                | 465                           |
| عدد السكان (نسمة)                                         | 9.40 مليون               | 21.73 ألف                     |
| الكثافة السكانية (ن./كم²)                                 | 112.44                   | 4.67 ألف                      |
| العاصمة                                                   | أبو ظبي                  | نغيرولمود، كورور              |
| اللغة الرسمية                                             | اللغة العربية            | لغة إنجليزية، اللغة البالاوية |
| العملة                                                    | درهم إماراتي             | دولار أمريكي                  |
| الناتج المحلي الإجمالي (بليون دولار)                      | 382.58 مليار             | 291.54 مليون                  |
| الناتج المحلي الإجمالي (تعادل القوة الشرائية) بليون دولار | 640.72 مليار             | 326.12 مليون                  |
| الناتج المحلي الإجمالي الاسمي للفرد دولار أمريكي          | 40.44 ألف                | 13.50 ألف                     |
| الناتج المحلي الإجمالي للفرد دولار أمريكي                 | 67.67 ألف                | 14.76 ألف                     |
| مؤشر التنمية البشرية                                      | 0.835                    | 0.780                         |
| رمز المكالمات الدولي                                      | +971                     | +680                          |
| رمز الإنترنت                                              | .ae، .امارات             | .pw                           |
| المنطقة الزمنية                                           | ت ع م+04:00              | ت ع م+09:00                   |

## منظمات دولية مشتركة
يشترك البلدان في عضوية مجموعة من المنظمات الدولية، منها:
| علم المنظمة | اسم المنظمة                        | تاريخ انضمام الإمارات العربية المتحدة | تاريخ انضمام بالاو |
| ----------- | ---------------------------------- | ------------------------------------- | ------------------ |
|             | مؤسسة التنمية الدولية              | 23 ديسمبر 1981                        | 16 ديسمبر 1997     |
|             | الأمم المتحدة                      | 9 ديسمبر 1971                         | 15 ديسمبر 1994     |
|             | منظمة حظر الأسلحة الكيميائية       | ?                                     | ?                  |
|             | مؤسسة التمويل الدولية              | 30 سبتمبر 1977                        | 16 ديسمبر 1997     |
|             | وكالة ضمان الاستثمار متعدد الأطراف | 20 أكتوبر 1993                        | 16 ديسمبر 1997     |
|             | يونسكو                             | 20 أبريل 1972                         | 20 سبتمبر 1999     |
|             | البنك الدولي للإنشاء والتعمير      | 22 سبتمبر 1972                        | 16 ديسمبر 1997     |

## وصلات خارجية
- موقع وزارة الخارجية الإماراتية